# ジェームス・ヒューズ
ジェームス・ヒューズ（James Hughes、1983年10月30日 - ）は、アメリカ合衆国出身のバスケットボール選手である。ポジションはセンター。福島ファイヤーボンズに所属している。

## 来歴
北イリノイ大学で2003年から2007年まで4シーズンプレーした。
1年次の2003-04シーズンは、カンファレンス2位の平均1.8ブロックをあげた。2年次の2004-05シーズンは、平均9.4得点、カンファレンストップの平均1.9ブロックをあげた。3年次の2005-06シーズンは、平均9.6得点、カンファレンストップの1.6ブロック、大学のシーズン記録となる58.6%のフィールドゴールを成功させた。このシーズン、ミッド・アメリカン・カンファレンスの最優秀守備選手に選ばれた。4年次の2006-07シーズンは、平均12.1得点、6.1リバウンドをあげた。大学歴代トップの208ブロックショットを記録、フィールドゴール成功率でも大学歴代トップの57.6%を成功させている。
7ヶ国でプレーした後、2013年7月に仙台89ERSとの契約に合意した。
アンドレ・ブラウン2014年1月24日、仙台から契約を解除された。2月7日、群馬クレインサンダーズと契約した。
2014年7月30日、福島ファイヤーボンズとの契約に合意した。